# Арзамаський гусак
Арзама́ський гуса́к (арзамаська гуска) — поширена в Нижньогородській області місцева порода гусей; відома з 18 століття; назву дістала від м. Арзамаса, звідки й походить.
Середня жива вага гуски 4,8 кг, гусака 5,7 кг.
Оперення біле, буває сіре й рябе, дзьоб і ноги яскравооранжові.
Несучість до 20 яєць.
Арзамаські гуси добре відгодовуються.
М'ясо ніжне, соковите. П'ятимісячні гусенята досягають ваги дорослих гусей.